# Dynasty Tactics
Dynasty Tactics (三国志戦記2, Sangokushi Senki) est un jeu vidéo de type wargame développé et édité par Koei, sorti en 2002 sur PlayStation 2.

## Système de jeu
Dynasty Tactics a un fonctionnement semblable à celui des échecs, chaque armée est composée d'unités placées sous le commandement d'un général, les tours d'action sont calculés en fonction du moral de ces unités. Le général a des aptitudes qui décident de la puissance de l'unité mais aussi des "tactiques" qui sont plus ou moins dévastatrices en fonction de leur symbiose avec les aptitudes du général, par exemple Guan Yu utilisera mieux une tactique de type guerrière telles que "Charger" ou "Percée" alors que Zhuge Liang sera au contraire plus puissant avec des tactiques du genre "Narguer" ou "Confusion". Notons aussi qu'il est possible de modifier ses troupes.
Dynasty Tactics est un jeu de tactique et non pas de stratégie tel que Kessen par exemple. Il s'agit d'anticiper les coups adverses et de préparer des "combos" de techniques et non pas de bien gérer son armée en temps réel dans une simulation réaliste d'un champ de bataille.
Le jeu est intéressant par sa possibilité de changer l'histoire à travers plusieurs scénarios possibles. Bien que beaucoup d'éléments ne soient pas historiques, l'ambiance et les possibilités d'interactions relationnelles avec les autres généraux peuvent séduire les fans de cette période.

## Accueil
| Dynasty Tactics       |      |        |
| Média                 | Pays | Notes  |
| GameSpot              | US   | 82 %   |
| IGN                   | US   | 76 %   |
| Jeuxvideo.com         | FR   | 16/20  |
| Compilations de notes |      |        |
| Metacritic            | US   | 79 %   |
| GameRankings          | US   | 77,6 % |